# Stanislav Poláček
Stanislav Poláček (* 4. září 1965) je bývalý slovenský fotbalista.

## Fotbalová kariéra
V československé lize hrál za Tatran Prešov. Nastoupil v 7 ligových utkáních.

## Ligová bilance
| Ročník                                   | Zápasy | Góly | Klub          |
| ---------------------------------------- | ------ | ---- | ------------- |
| 1. československá fotbalová liga 1987/88 | 7      | 0    | Tatran Prešov |
| CELKEM                                   | 7      | 0    |               |